# Demonax dimidiatus
Demonax dimidiatus är en skalbaggsart som först beskrevs av Louis Alexandre Auguste Chevrolat 1863.  Demonax dimidiatus ingår i släktet Demonax och familjen långhorningar. Inga underarter finns listade i Catalogue of Life.